# Golden Hawks

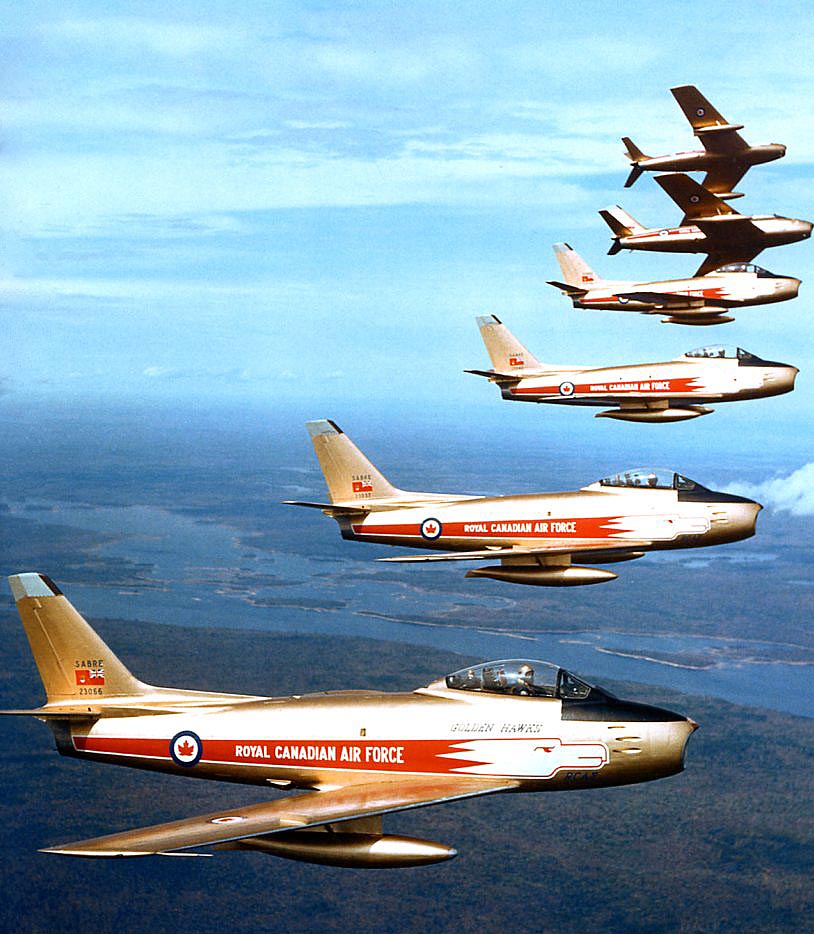
Les Canadair Sabre des Golden Hawks.

Les Golden Hawks sont une patrouille acrobatique de l'Aviation royale du Canada active de 1959 à 1964. Elle a été créée à l'occasion du 35e anniversaire de l'Aviation royale du Canada et du 50e anniversaire du premier vol au Canada, effectué à bord du AEA Silver Dart en 1909.